# Il corpo umano
Il corpo umano è il secondo romanzo di Paolo Giordano, pubblicato nel 2012.

## Trama
Il romanzo racconta di un plotone di italiani in missione nella valle desertica del Distretto di Gulistan (Afghanistan).
Ognuno di loro pare si sia lasciato alle spalle un contesto differente ma problematico: una madre apprensiva, una giovane fidanzata, un figlio in arrivo o vari problemi familiari. Il comandante del plotone è il maresciallo Antonio René. I ragazzi vengono destinati ad uno dei luoghi più pericolosi dell'area del conflitto: la forward operating base (fob) Ice, un territorio isolato dove il caldo e la paura di un attacco nemico imminente accompagnano le giornate dei protagonisti. Il medico del plotone è il tenente Alessandro Egitto, deciso a rimanere in Afghanistan per sfuggire ad una situazione familiare che considera più pericolosa della guerra. I soldati per combattere la noia quotidiana cercano distrazioni di ogni tipo, approfondiscono le amicizie e si lasciano andare a pericolosi scherzi camerateschi. Il giorno in cui sono costretti ad addentrarsi in territorio nemico ognuno di loro deve fare i conti con ciò che ha lasciato in sospeso in Italia.

## Critica
Il romanzo sembra essere accolto bene dalla stampa, il critico Giovanni Dossini scrive per Europa parole d'elogio per l'opera preferendola all'opera prima di Giordano: La solitudine dei numeri primi.
Bene ne parla anche Il Sole 24 ore:
(Elisabetta Rasy, Il Sole 24 Ore)

## Edizioni
- Paolo Giordano, Il corpo umano, Milano, Arnoldo Mondadori Editore, 2012, ISBN 978-88-04-61625-2.